# La France (rosa)
|  | No s'ha de confondre amb la «rosa de França», nom que fa referència a una espècie botànica present a Europa, Rosa gallica. |

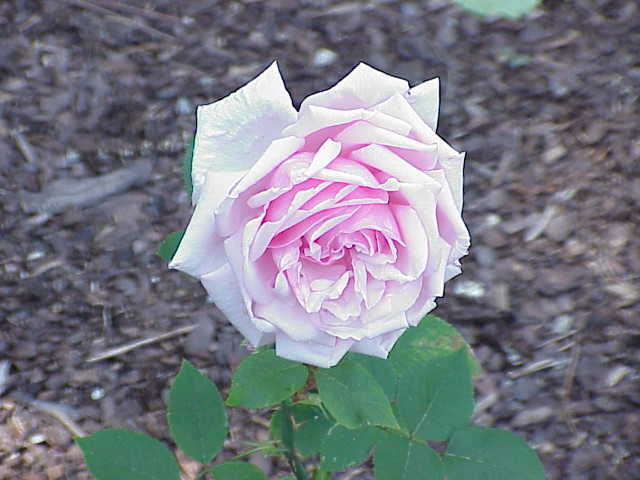
'La France', considerat el primer roser híbrid de te

La France és el nom d'un cultivar de rosa creat el 1867 a Lió pel rosarista francès Jean-Baptiste Guillot (1803-1882) (anomenat Guillot Fils). Aquest cultivar és considerat el primer híbrid de te del món i marca la transició entre dues èpoques, la de les roses antigues i les roses modernes. Tot i això, aquesta consideració va ser establerta retrospectivament i de forma una mica arbitrària. Aquesta nova rosa combinà l'abundància de flors i la refloració dels híbrids perpetus i la bellesa de flors i fulles de les roses de te.

## Descripció

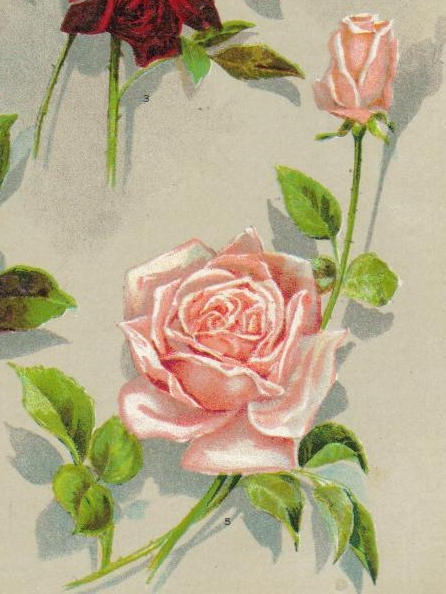
Il·lustració de 'La France', 1902

És un arbust erecte d'una altura entre 90 i 150 cm i uns 90 cm d'amplada. Les grans flors són completament dobles (més de 20 pètals) de color rosa, més intens a la part del revers dels pètals i de fragància intensa. La flor té un diàmetre mitjà d'uns 9 cm i apareixen aïllades. Tenen forma globular i s'"acoten" per tenir un pecíol dèbil. El roser refloreix durant la temporada.

## Llinatge
Aquest híbrid ha estat descrit com d'un encreuament accidental entre un roser híbrid perpetu 'Madame Victor Verdier', i un de te, 'Madame Bravy' o 'Madame Falcot ". Tot i això no hi ha documents que ho provin i de fet hi ha diverses opinions sobre el tema. Guilot Fils creia es tractava d'una plàntula de 'Mme. Falcot'